# Loxten (Nortrup)
Loxten ist ein Weiler in den Gemeinden Nortrup und Ankum im Landkreis Osnabrück. Die Bauerschaft gehörte bis 1807 zum Kirchspiel Ankum des Hochstifts (ab 1803 Fürstentum) Osnabrück, dann als eigenständige Gemeinde zum Amt Fürstenau, bis sie 1852 mit Nortrup zu Nortrup-Loxten zusammengeschlossen wurde. Mit der Gemeinde- und Gebietsreform 1972 wurde Loxten etwa in eine nördliche und eine südliche Hälfte politisch geteilt; Letztere wurde nach Ankum umgemeindet und seither als Loxter Ort bezeichnet, Nortrup-Loxten wurde wieder in Nortrup umbenannt.

## Geographie
Loxtens Fläche beträgt ca. 5 km². Es ist eben, die einzige Erhebung ist eine vermutlich im 11. Jahrhundert errichtete Motte (Burg) im Osten an der neuen Grenze zu Ankum. Die höchste Erhebung ist etwa 42 m über NN im Süden und fällt auf 33 m über NN im Norden.
Loxten wird vom Kohlriedenbach im Westen und vom Reitbach, früher Loxtener Mühlenbach genannt, durchzogen und entwässert. Die erste Mühle ist im 15. Jahrhundert erwähnt.

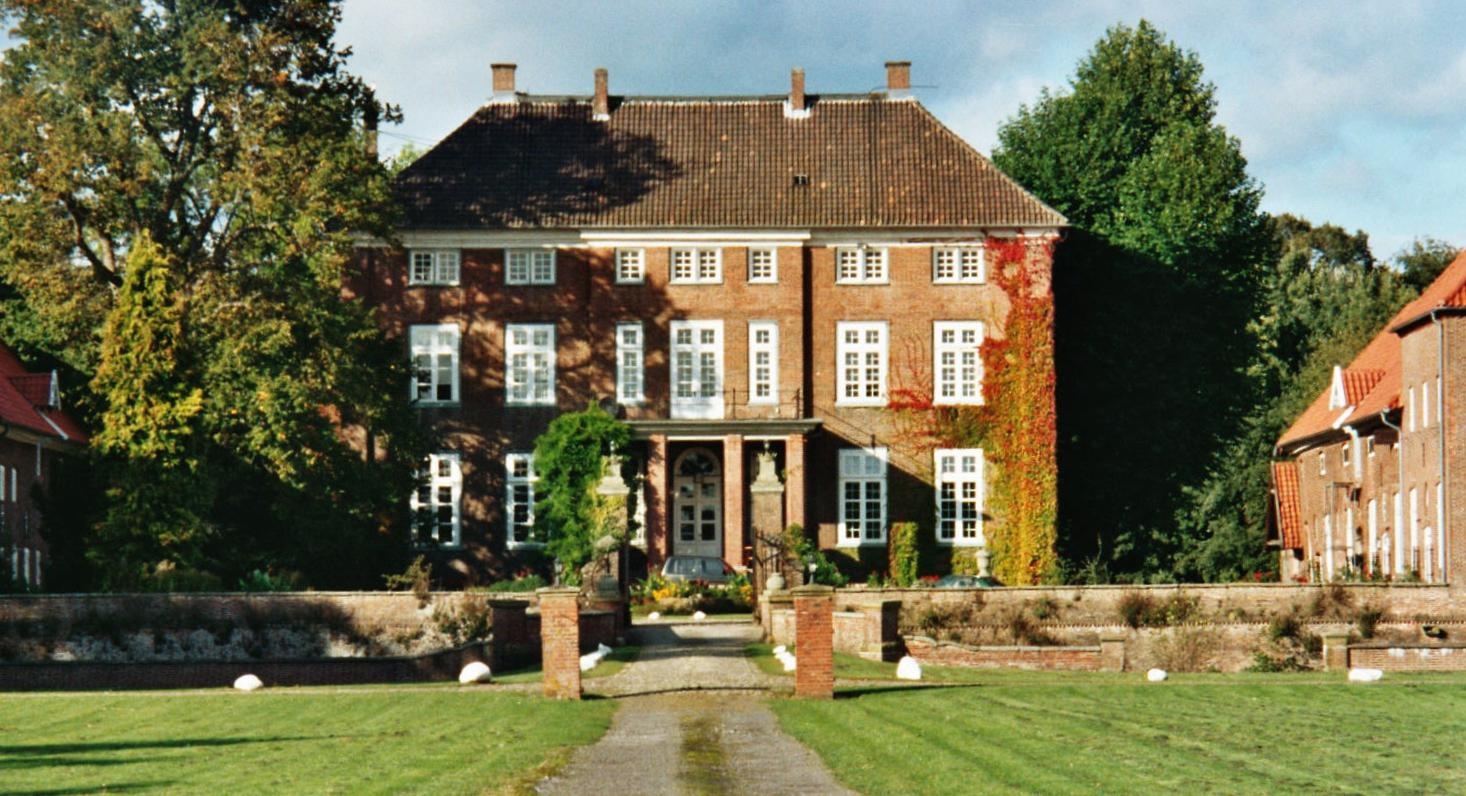
Wasserschloss Gut Loxten

## Rittergut Loxten
Aus einem Bauernerbe entstand in der zweiten Hälfte des 15. Jahrhunderts Gut Loxten. Dieses brachte wahrscheinlich Rixa von Brawe als Mitgift in die Ehe mit Johann von Dincklage. 1682 verkaufte es ein Erbe von Frydag zu Buddenburg an Christian Günther von Hammerstein. Kurz vor seinem Tod begann Christian Günther von Hammerstein mit dem Bau des heutigen, denkmalgeschützten zweigeschossigen Herrenhauses im Stil der Niederländischen Renaissance. Seine Witwe vollendete das Werk 1698. Das Gut befindet sich noch heute im Besitz der Freiherren von Hammerstein.
Ein Vorgängerbau war möglicherweise der etwas entfernt liegende Felddieksboll, eine Turmhügelburg.

## Kirchen
- Ev.-luth. Dorotheenkirche (1859/60)

## Söhne und Töchter (Auswahl)
- Adolf Freiherr von Hammerstein-Loxten (1868–1939), Politiker
- Ernst von Hammerstein-Loxten (1827–1914), Politiker, Jurist,  preußischer Landwirtschaftsminister
- Hermann von Hammerstein-Loxten (1801–1876), Gutsherr
- Ludwig von Hammerstein-Loxten (1839–1927), preußischer General
- Rudolf von Hammerstein (* 30. September 1735 in Loxten; † 4. Oktober 1811 in Schenkenhorst bei Erxleben), hannoveranischer Generalleutnant